# Kinski, il mio nemico più caro
Kinski, il mio nemico più caro (Mein liebster Feind - Klaus Kinski) è un film documentario del 1999 diretto da Werner Herzog, e dedicato all'attore Klaus Kinski. È stato presentato fuori concorso al 52º Festival di Cannes.

## Trama
Il documentario di Herzog vuole mettere in luce il rapporto nemico/amico che aveva stretto con il suo attore Klaus Kinski. A causa dei due caratteri diametralmente opposti eppure simili delle due figure in questione si può intuire quale sorta di legame si fosse instaurato tra i due. La loro collaborazione ha una forza superiore ma resta tesa come una corda di violino, per fare un paragone materiale è quasi che la dinamite di Klaus incontrasse la miccia di Herzog per creare una bomba pronta ad esplodere al primo segnale.
Le scene di Fitzcarraldo e di Aguirre parlano da sole (attraverso soprattutto i backstage), dipingendo quanta follia esplosiva ci fosse nelle riprese, non solo tra loro due, ma anche tra gli operatori e gli altri attori. Attraverso i monologhi di Herzog ci accorgiamo, forse con una vena un po' nostalgica, di quanto Kinski lo abbia influenzato e traghettato verso un nuovo modo di concepire e di fare il cinema, lasciando, come spesso accade per i grandi, un alone di mistero e di magia dopo la sua scomparsa.